# Московська духовна семінарія
Московська духовна семінарія (рос. Московская духовная семинария) — середній спеціальний навчальний заклад Російської православної церкви. Заснований 1814 року і розташовувався в Москві, на відміну від Московської духовної академії, яка відтоді перебувала в Троїце-Сергієвій лаврі. Закрита 1918 року, але відроджена 1946 року.

## Історія

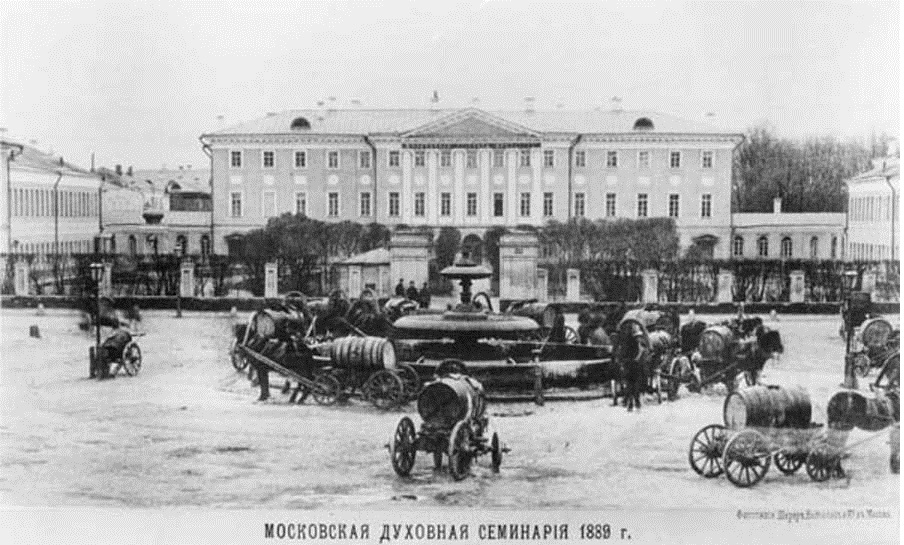
МДС у 1889 році

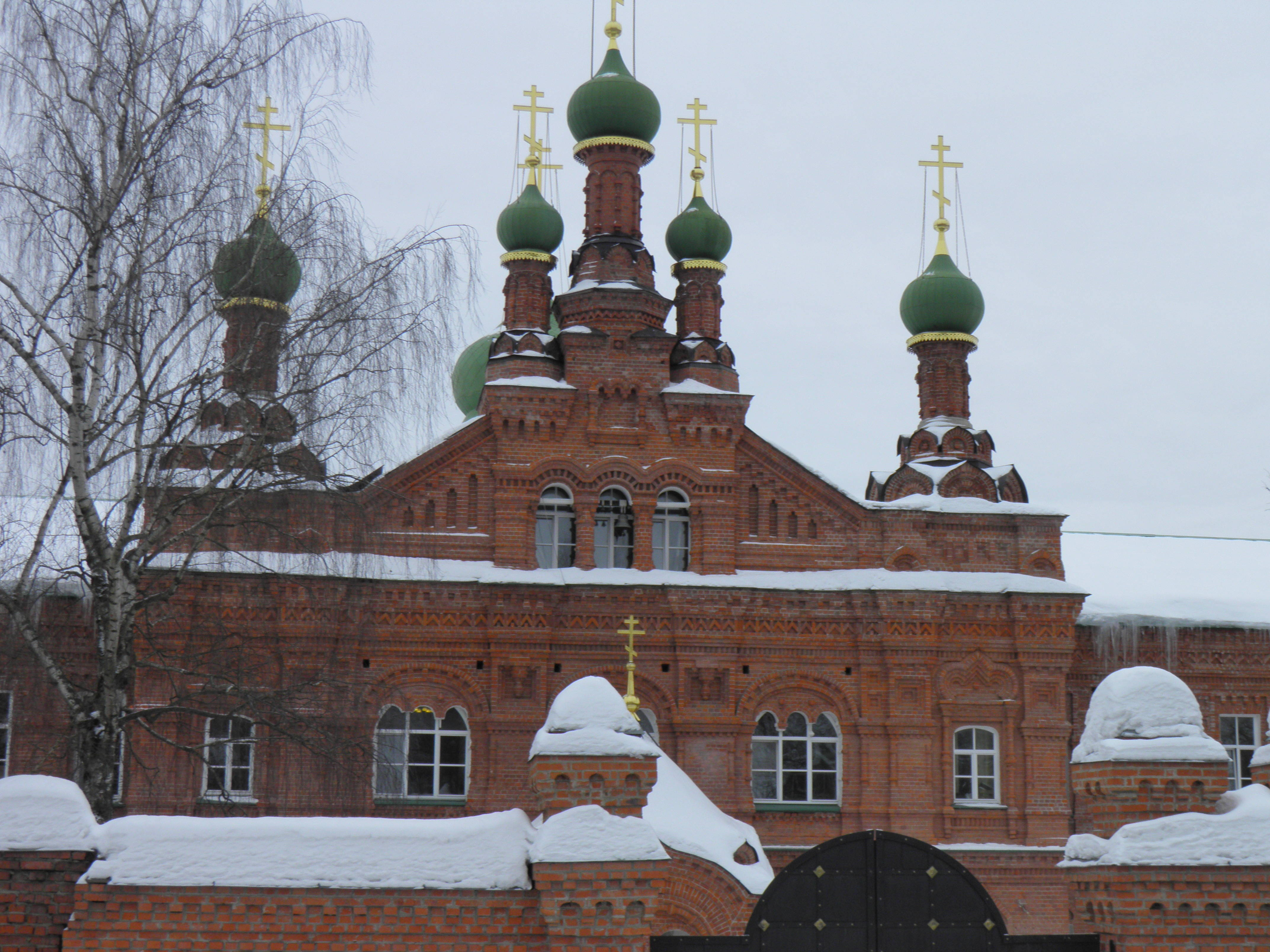
Церква Іоанна Ліствичника у Семінарському корпусі. Архітектор Олександр Латков. Між 1893 та 1896 роками

У зв'язку з духовним регламентом 1809 року, який впроваджував відкриття духовних навчальних закладів у 36 єпархіях Російської православної церкви, у Московській єпархії в 1814 році було відкрито дві семінарії (Московська і Віфанська). Спочатку Московська семінарія розташовувалася в будівлях Перервинського монастиря. 
У 1830-х роках державна влада звернулася до Олександра Толстого з проханням продати палац для розміщення там Московської духовної семінарії - на вулиці Делегатській, будинок 3 (колишня садиба Остермана). У 1834 році була підписана купча грамота на суму 100 тисяч рублів. Через пошкодження будівель під час пожежі 1812 року розглядалося кілька проєктів з перебудови приміщень. Так, архітектор Михайло Биковський пропонував знести старі будівлі і звести на їхньому місці нові. Е. Єремєєв говорив про необхідність знести господарські споруди і зберегти палац, додавши приміщення зі східного та західного боків. Однак керівництво семінарії підтримало синодального архітектора Аполлона Щедріна, за проектом якого будови залишалися недоторканими, в той час як саму будівлю палацу мали відновити і розширити в глибину ділянки.
1875 року за проектом архітектора Петра Баєва було зведено прибудову до головного корпусу, де розмістили "рекреаційну залу", що прилягала до церковних приміщень. 1885 року до східної галереї було прибудовано двоповерхову будівлю єпархіального гуртожитку.
При семінарії діяв будинковий храм, освячений на честь святителя Миколая.
Після революції Московську духовну семінарію було закрито. 26 серпня 1946 року діяльність Московської духовної семінарії, поряд з Московською духовною академією відродилася в стінах Троїце-Сергієвої лаври, але з того часу вона фактично являла собою єдине ціле з Московською духовною академією (у академії та семінарії була загальна адміністрація)  . Тобто семінарія та академія були по суті двома навчальними програмами в рамках одного навчального закладу.

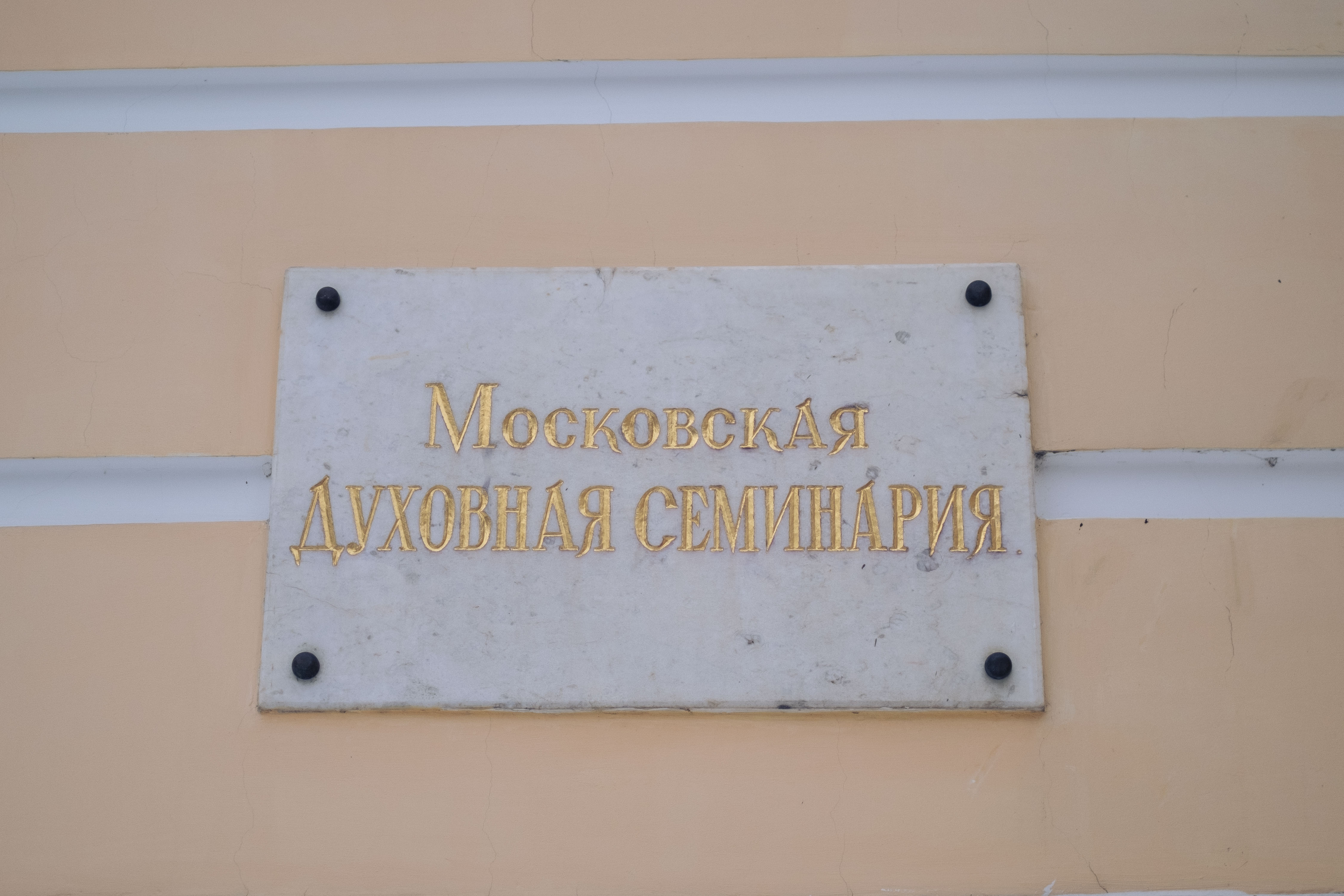

Із запровадженням болонської системи в Російській православній церкві у 2000-ті роки назва "Московська духовна семінарія" перестала вживатися в офіційних документах. Семінарії став відповідати п'ятирічний курс бакалаврату в рамках Московської духовної академії, з кінця 2010-х років - чотирирічний курс із можливістю навчатися на підготовчому курсі.

## Ректори
- Евгеній (Казанцев) (1814—1817)
- Парфеній (Чертков) (30 июля 1817—1819)
- Феоктист (Орловський) (сентябрь 1819—1826)
- Виталій (Щепетов) (1826 — 8 июня 1833)
- Ісидор (Никольський) (2 июля 1833 — 11 ноября 1834)
- Йосиф (Богословський) (13 ноября 1834 — декабрь 1842)
- Алексій (Ржаницин) (декабрь 1842 — февраль 1847)
- Филофей (Успенський) (14 марта 1847 — 18 декабря 1849)
- Евгеній (Сахаров-Платонов) (20 декабря 1849—1853)
- Леонід (Краснопевков) (1853—1859)
- Савва (Тихомиров) (18 мая 1859—1861)
- Ігнатий (Рождественський) (10 января 1861 — 7 августа 1866)
- Никодим (Белокуров) (12 августа 1866—1869)
- Благоразумов, Николай Васильевич (24 сентября 1869—1892)
- Климент (Верниковский) (1892—1897)
- Парфеній (Левицький) (1897—1899)
- Трифон (Туркестанов) (1899—1901)
- Анастасий (Грибановский) (июль 1901—1906)
- Феодор (Поздєєвський) (19 августа 1906—1909)
- Борис (Шипулін) (1909—1912)
- Пилип (Гумілевський) (22 июня 1912 — 30 марта 1913)